# Bij Van Duin op de achterbank
Bij Van Duin op de Achterbank is een Nederlands televisieprogramma van Omroep MAX.
In het programma ontvangt André van Duin in een oude Rolls Royce uit 1928 een collega uit de kleinkunstwereld vlak voor zijn of haar optreden. In elke aflevering rijden zij door een stad die voor de gast veel betekent. In iedere stad gaan ze naar het plaatselijk theater, zoals Carré, de Stadsschouwburg Utrecht, de Leidse Schouwburg.

## Gasten

### Seizoen 1 (2023)
| Gast              | Chauffeur               | Datum       | Bestemming               | Kijkcijfers |
| ----------------- | ----------------------- | ----------- | ------------------------ | ----------- |
| Youp van 't Hek   | Eva Jinek               | 10 februari | Koninklijk Theater Carré | 1.559.000   |
| Jochem Myjer      | Loretta Schrijver       | 17 februari | Leidse Schouwburg        | 1.351.000   |
| Brigitte Kaandorp | mr. Frank Visser        | 24 februari | Stadsschouwburg Haarlem  | 1.325.000   |
| Peter Pannekoek   | Angela de Jong          | 10 maart    | DeLaMar                  | 1.153.000   |
| Tineke Schouten   | Francis van Broekhuizen | 17 maart    | Stadsschouwburg Utrecht  | 1.048.000   |
| Herman Finkers    | Özcan Akyol             | 24 maart    | Theater Hof 88           | 1.128.000   |

### Seizoen 2 (2024)
| Gast                | Chauffeur       | Datum       | Bestemming                | Kijkcijfers |
| ------------------- | --------------- | ----------- | ------------------------- | ----------- |
| Richard Groenendijk | Paul de Leeuw   | 24 februari | Luxor Theater (Rotterdam) | 1.142.000   |
| Claudia de Breij    | Johan Derksen   | 2 maart     | Koninklijke Schouwburg    | 857.000     |
| Najib Amhali        | Frans Bauer     | 9 maart     | De Kleine Komedie         | 1.041.000   |
| Ronald Goedemondt   | Hélène Hendriks | 16 maart    | Parktheater Eindhoven     | 963.000     |
| Karin Bloemen       | Hans Klok       | 23 maart    | Deventer Schouwburg       |             |
| Freek de Jonge      | Freek de Jonge  | 30 maart    | Stadsschouwburg Groningen |             |